# Stilbula nilgiri
Stilbula nilgiri är en stekelart som beskrevs av John M. Heraty 2002. Stilbula nilgiri ingår i släktet Stilbula och familjen Eucharitidae. Inga underarter finns listade i Catalogue of Life.